# Jarosław Zieliński
assinatura
Jarosław Zieliński (Szwajcaria — 20 de Setembro de 1960) é um político da Polónia. Ele foi eleito para a Sejm em 25 de Setembro de 2005 com 15780 votos em 24 no distrito de Białystok, candidato pelas listas do partido Prawo i Sprawiedliwość.
Ele também foi membro da Sejm 2001-2005, Sejm 2005-2007, Sejm 2007-2011, Sejm 2011-2015, Sejm 2015-2019, Sejm 2019-2023, Sejm 2023-2027.